# Gweru
Gweru (antes conocida como Gwelo) es una ciudad cercana al centro de Zimbabue. Tiene una población de alrededor de 149.000 habitantes (2007), por lo que es la quinta ciudad más grande de la nación. 

## Historia
La ciudad de Gweru fue fundada en el 1894 por el Dr. Leander Starr Jameson. Se convirtió en un municipio en el 1914 y ha logrado el título que la acredita como ciudad en el 1971. El nombre de la ciudad fue cambiado de Gwelo a Gweru en el 1982. En la actualidad Gweru es la capital de la provincia de Midlands, es también el hogar de la Base Aérea de Thornhill que es una guarnición aérea de Zimbabue, el Museo Militar, y del Parque del Antílope. Los recintos arqueológicos de Nalatale y Danangombe se encuentran cerca.

## Economía
Las industrias de la ciudad son fundamentalmente relacionadas con las aleaciones, destacan: 
una planta de fundición de cromo y la empresa de zapatos de Bata (inaugurada en 1939). Ambos son los principales empleadores de Gweru. En Gweru se encuentra una de las mejores ganaderías y áreas que rodean la actividad agrícola en torno a la industria ganadera (tanto el sector de la carne y productos lácteos) de todo Zimbabue. La fábrica Bata tiene su propia planta para el curtido de cueros y la Comisión CSC dispone de un matadero en Gweru. Las flores también son cultivadas en la zona formando así el mercado de exportación más grande de Zimbabue. El destilador Afdis tiene una amplia propiedad de viñedos para la producción de vino. La minería es también frecuente, principalmente se extrae cromita procedente de ricos depósitos a lo largo de la Gran Dyke, al este de Gweru.

### Turismo
El principal hotel de la ciudad es el hotel Midlands que fue inaugurado en 1927 por los hermanos Meikles. Este hotel estuvo a punto de ser demolido pero después de muchas protestas por parte de la población se salvó. Otro hotel importante es el Chitukuko (anteriormente conocido como el Hotel Cecil) que está situado en la zona centro de la ciudad. Ambos hoteles son propiedad de Patrick Kombaye, exalcalde y político muy conocido por su crítica del actual gobierno. El Motel Fairmile está a solo una milla del centro de la ciudad en la carretera de Bulawayo.

## Población
La última estimación realizada revela que en la ciudad residen aproximadamente 149.000 personas pero se cree que esta cifra puede superar los 300.000 habitantes lo que convertiría a la ciudad en la tercera o cuarta más poblada del país.

## Curiosidades
- La Sra. Jean boggie, una residente de Gweru en el 1928 al quedarse viuda erigió el monumento de la torre del reloj en memoria de su difunto marido. La Torre del Reloj boggie se ha convertido en todo un hito en Gweru.
- A pesar de representar a Australia, el jugador de rugby, David Pocock nació en la ciudad de Gweru.